# Јеменски грађански рат 1994.
Јеменски грађански рат био је оружани сукоб између снага и симаптизера између бивших Северног и Јужног Јемена, који је трајао од 4. маја до 7. јула 1994. године. Рат је завршио поразом Југа и изгнанством многих чланова Јеменске социјалистичке партије и осталих сецесионистичких снага.

## Позадина
Уједињењем Северног и Јужног Јемена 1990. године у јединствену Републику Јемен, севернојеменски председник Али Абдулах Салих постао је председник Јемена, а јужнојеменски вођа Али Салим ел Беид потпредседник. Тада је Јемен по први пут поново био јединствена држава након много векова. Међутим, ускоро су почели да на површину избијају проблеми убрзане интеграције двеју држава: северњачки политичари вршили су дискриминацију чланова Јеменске социјалистичке партије (владајућа партија у бившем Јужном Јемену), а Југ је био економски запостављан. Покушаји да се ситуација поправи протегли су се са 1993. на 1994. годину. Иако је споразум био потписан фебруара 1994, било је прекасно да се заустави почетак рата. Спајање војски двеју бивших држава после уједињења није било спроведено, тако да је фронт убрзо био успостављен.

## Рат
Увод у рат била је тенковска битка 27. априла код места Амран у близини главног града Сане. Обе стране су оптужиле једна другу за напад. Јужнојеменска авијација бомбардовала је Сану и остале градове на северу 4. маја, а шта је север одговорио бомбардовањем Адена.
Јужњачки вође су 21. маја прогласиле Демократску Републику Јемен, својеврсну наследницу Јужног Јемена. Међутим, ову државу није признала ниједна чланица УН-а. Савет безбедности УН изгласао је резолуцију 924 којом је позвао на прекид ватре. Примирје је успостављено 6. јуна, али је потрајало само 6 часова. Истовремено су пропали мирновни преговори у Каиру. Северњачке јединице су напослетку ушле у Аден 4. јула и до краја га заузеле 7. јула, што је означило крај рата. Већина јужнојеменских вођа и сецесиониста побегла је из земље.
Већина војних операција одвијала се на Југу, упркос ваздушним нападима на северњачке градове. Јужњачки вође су били обилато финансирани, те примали војничку и медицинску помпоћ од суседне Саудијске Арабије, којој је одувек одговарало постојање подељеног Јемена на њеним јужним границама.

## Последице
Након што је председник Салих успоставио контролу над целим Јеменом, прогласио је општу амнестију осим за 16 високих јужнојеменских функционера, који су осуђени на затворске казне. Иако је деловање Јеменске социјалистичке партије након рата обновљено, она је изгубила велик део старог кадра и утицај на југу државе.
Воља за одцепљењем Јужног Јемена је и даље присутна међу одређеним групама. Тако од 2007. делује Покрет за Јужни Јемен који стиче све више подршке широм јужног Јемена уз честе сукобе с владиним снагама.